# هارولد ليتش
هارولد ليتش (3 مارس 1862 في المملكة المتحدة - 15 فبراير 1928) (بالإنجليزية: Harold Leach)‏ هو لاعب كريكت بريطاني (وحمل سابقاً جنسية المملكة المتحدة لبريطانيا العظمى وأيرلندا). لعب مع نادي مقاطعة لانكشر للكريكت ‏.

## وصلات خارجية
- هارولد ليتش على موقع إي آس بي آن كريك إنفو (الإنجليزية)